# Polonez (system rakietowy)

Wyrzutnia systemu Polonez podczas parady Dnia Niepodległości Białorusi, 3 lipca 2017

Polonez (biał. Паланэз (РСЗА)) – białoruski system rakietowy, samobieżna wieloprowadnicowa wyrzutnia rakietowa typu ziemia-ziemia dalekiego zasięgu kal. 301 mm. Odpowiednik rosyjskiego systemu rakietowego BM-30 Smiercz i planowanego polskiego systemu Homar.
System powstał prawdopodobnie we współpracy z Chinami w oparciu o system A200. System uzbrojony jest w 8 pocisków rakietowych. Wyrzutnie posadowione są na podwoziu transportera MZKT-7930 Astrolog w układzie 8x8. W skład zestawu wchodzą również pojazdy transportowo-załadowcze z dźwigiem hydraulicznym, przewożące dwa pakiety po cztery kontenery oraz pojazd dowodzenia osadzone na ciężarówce MAZ-6317 w układzie 6x6. 
Zasięg podstawowej wersji systemu wynosi od 50 do 200 km z precyzją (CEP) 30-50 m. Obecnie trwają prace modernizacyjne, mające na celu zwiększenie zasięgu do 280/300 km.
System jest na uzbrojeniu sił zbrojnych Białorusi od 2016. Docelowo ma on zastąpić posowieckie wyrzutnie 220 mm 9K57 Uragan i 300 mm 9A52 Smiercz. 

## Użytkownicy
- Białoruś 336 Brygada Artylerii Rakietowej z Osipowicz[5].
- Azerbejdżan[6][7]